# 1942 w sztukach plastycznych
Wydarzenia w sztukach plastycznych i wizualnych w 1942 roku.

## Malarstwo
- Muirhead Bone

Zimowe kładzenie min w pobliżu Islandii – olej na płótnie
- Edward Hopper

Nocne jastrzębie – olej na płótnie
- Jackson Pollock

Mężczyzna i kobieta (Male and Female) – olej na płótnie, 186x124 cm
Figura stenograficzna (Stenographic Figure) – olej na tkaninie lnianej, 101,6x142,2 cm
- Mark Rothko

Bez tytułu – olej na płótnie, 71,3x92 cm, kolekcja Muzeum Guggenheima w Nowym Jorku

## Grafika
- Maurits Cornelis Escher

Verbum – litografia

## Urodzeni
- 10 stycznia – Grzegorz Kowalski, polski rzeźbiarz i performer
- 4 marca – Henryk Waniek, śląski malarz, grafik
- 4 kwietnia – Wiktor Wołkow (zm. 2012), polski fotografik
- 19 kwietnia – Bas Jan Ader (zm. 1975), holenderski artysta konceptualny, performer, fotograf i twórca filmów
- 8 czerwca – Jan Dobkowski, polski malarz
- 10 sierpnia – Andrzej Różycki, polski artysta multimedialny
- 10 października – Wojciech Siudmak, polski malarz
- Leszek Przyjemski, polski artysta konceptualny

## Zmarli
- Bernard Birkenfeld (ur. 1897), polski architekt
- Jakub Glasner (ur. 1879), polski malarz i grafik żydowskiego pochodzenia
- Leo Nachtlicht (ur. 1872), niemiecki architekt
- 23 stycznia – Otto Kloeppel (ur. 1873), niemiecki architekt
- 18 lutego – Helena Schrammówna (zm. 1879), polska malarka
- 24 lutego – Czesław Tański (ur. 1862), polski malarz
- 27 marca – Julio González (ur. 1876), hiszpański rzeźbiarz i malarz
- 9 czerwca – Adam Ballenstaedt (ur. 1880), polski architekt
- 29 lipca – Wojciech Kossak (ur. 1856), polski malarz
- 19 listopada – Bruno Schulz (ur. 1892), polski grafik, malarz, rysownik
- 11 grudnia – Séraphine Louis (ur. 1864), francuska malarka
- 27 grudnia – Reginald Blomfield (ur. 1856), brytyjski architekt, projektant ogrodów